# Юго-Северное сельское поселение
Юго-Северное се́льское поселе́ние — муниципальное образование в Тихорецком районе Краснодарского края России.
Административный центр — станица Юго-Северная.
В рамках административно-территориального устройства Краснодарского края сельскому поселению соответствует Юго-Северный сельский округ (кроме хутора Атаманка, относящегося к Парковскому сельскому округу и посёлка Полевого того же сельского округа), а также хутору Атаманка и посёлку Полевому Парковского сельского округа.

## Население
| 2010  | 2012  | 2013  | 2014  | 2015  | 2016  | 2017  |
| ----- | ----- | ----- | ----- | ----- | ----- | ----- |
| 3620  | ↘1867 | ↘1849 | ↘1830 | ↗1850 | ↘1842 | ↘1817 |
| 2018  | 2019  | 2020  | 2021  | 2023  |       |       |
| ↘1809 | ↗1820 | ↘1809 | ↘1768 | ↘1727 |       |       |

## Населённые пункты
В состав сельского поселения входят 5 населённых пунктов:
| № | Населённый пункт   | Тип населённого пункта | Население (чел.) |
| - | ------------------ | ---------------------- | ---------------- |
| 1 | Атаманка           | хутор                  | ↗13              |
| 2 | Казаче-Борисовский | хутор                  | ↘223             |
| 3 | Полевой            | посёлок                | ↗291             |
| 4 | Усть-Джигутинка    | хутор                  | ↗81              |
| 5 | Юго-Северная       | станица                | ↘1250            |